# Thursday
I Thursday sono stati un gruppo musicale post-hardcore proveniente da New Brunswick (New Jersey) formatosi nel 1997. Cronologicamente, la band è considerata appartenente alla seconda ondata dell'emo anche se non condivide con essa le tipiche sonorità indie rock ed anzi è stilisticamente considerata una band dall'evidente influenza dei Fugazi e del post hardcore.

I Thursday, che attualmente sono composti da 6 musicisti, hanno sempre avuto la stessa formazione, eccezione fatta per l'avvicendamento alla chitarra avvenuto tra Bill Henderson e Steve Pedulla avvenuto all'inizio del 2001. Complessivamente la band ha pubblicato 5 album full-length, oltre a 4 EP, ed è uscito nel 2008 il loro sesto lavoro, uno split con la band post-hardcore giapponese Envy.

## Formazione

### Formazione attuale
- Geoff Rickly - voce
- Tom Keeley - chitarra
- Steve Pedulla - chitarra (dal 2001)
- Tim Payne - basso
- Andrew Everding - tastiere
- Tucker Rule - batteria

### Ex componenti
- Bill Henderson - chitarra

## Discografia

### Album in studio
- 1999 - Waiting
- 2001 - Full Collapse
- 2003 - War All the Time
- 2006 - A City by the Light Divided
- 2009 - Common Existence
- 2011 - No Devolución

EP
- 1999 - 1999 Summer Tour
- 2002 - Five Stories Falling

### Album dal vivo
- 2003 - Live From The SoHo & Santa Monica Stores Split EP
- 2003 - Live in Detroit
- 2007 - Kill the House Lights

Apparizioni in compilation
- 2002 - Warped Tour 2002 Tour Compilation
- 2004 - Warped Tour 2004 Tour Compilation
- 2009 - Warped Tour 2009 Tour Compilation

Split
- 2008 - Thursday / Envy (con gli Envy)